# Escopinya gravada
L'escopinya gravada (Venus verrucosa) és una espècie de mol·lusc bivalve d'aigua salada de la família Veneridae. És comestible i força apreciada.
No la cal confondre amb la rossellona, una espècie semblant.

## Distribució
Es troba a les costes d'Europa i també de Sud-àfrica, des del litoral de Namíbia a Moçambic des de la zona de marea a 155 m de fondària.

## Descripció

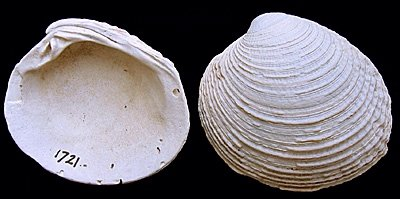
Closca fossilitzada de Venus verrucosa

Fa fins a 60 mm de diàmetre. Viu en forats al fang i la sorra.